# Kateryna Bilokour
 (novembre 2024).
Si vous disposez d'ouvrages ou d'articles de référence ou si vous connaissez des sites web de qualité traitant du thème abordé ici, merci de compléter l'article en donnant les références utiles à sa vérifiabilité et en les liant à la section « Notes et références ».
Kateryna Vassylivna Bilokour (en ukrainien : Катерина Василівна Білокур) est une artiste peintre ukrainienne née le 25 novembre 1900 (8 décembre dans le calendrier grégorien) à Bohdanivka (uk) (alors dans le powiat de Pyriatinskyï (uk), dans le gouvernement de Poltava de l'Empire russe) et morte le 10 juin 1961 dans le même village (alors dans le raïon de Iahotyn (uk), dans l'oblast de Kiev de la République socialiste soviétique d'Ukraine).

## Biographie
Fille de Vassyl Ïossypovytch Bilokour et de Pavlivna Tonkonih Iakylyna, paysans ukrainiens, on ne connaît pas exactement la date de sa naissance mais elle se situe entre le 23, le 24 ou le 25 novembre 1900 ou 1901. On a reconnu le 25 comme date officielle parce que c'est de plus le jour de sainte Catherine d'Alexandrie. Suivront les naissances de deux frères : Hryhoriy en 1903 et Pavlo en ?. Bien que ses parents ne soient pas des paysans pauvres, ils élevaient du bétail, avaient une maison couverte de zinc (ou de cuivre ?) et environ 2,5 dessiatines de terrain soit 2,5 ha environ. Très tôt, Kateryna doit, pour participer au maintien ou à l'amélioration du patrimoine et de leurs conditions d'existence, comme la plupart des filles de son milieu, être capable de tenir une maison, savoir travailler aux champs pour devenir une bonne épouse qui saura au mieux servir les intérêts de la ferme du paysan avec lequel elle sera probablement mariée. Vers 6 ou 7 ans, son père et son grand-père lui donnent ses premières leçons de lecture et ayant facilement appris le conseil de famille, par mesure d'économie sur les vêtements et les chaussures, décide qu'elle peut se passer d'école. Donc les journées se passent à travailler aux champs, au jardin, exécuter les tâches ménagères au domicile. Son père lui a même donné une machine à coudre. Mais à la fin de l'adolescence, vers 15 ou 17 ans, son goût pour le dessin et la peinture l'emportent et la nuit venue, jusqu'à ce qu'elle tombe de sommeil, elle dessine, elle peint en cachette, car encore à 14 ans on la menaçait du fouet si elle se livrait à cette occupation. Elle peint même sur les murs d'une pièce de la maison de ses parents. Elle fabrique toute seule ses pinceaux, parfois avec des poils de queue de chat coupés à la longueur adéquate, 9, 12 ou 36 millimètres, et crée ses couleurs avec les herbes et les végétaux qui poussent alentour : viornes, betteraves, oignons, baies de sureau mais ces teintes ne sont pas très stables. Elle arrive parfois à se procurer de la peinture à l'huile et utilise aussi du fusain sur du tissu. À part Ivan Grigorevitch Kalyta, un professeur artiste amateur exerçant à la campagne et respecté par son père, qui lui dispense quelques conseils, autour d'elle on ne la comprend pas et on lui dit que ces activités ne servent à rien, que sa peinture est stupide, mais Kateryna résiste inspirée par toutes les fleurs qui l'entourent et probablement aussi par le contexte culturel populaire. En Ukraine énormément de fleurs sont brodées sur des textiles d'usage courant (nappes, serviettes, chemins de table...

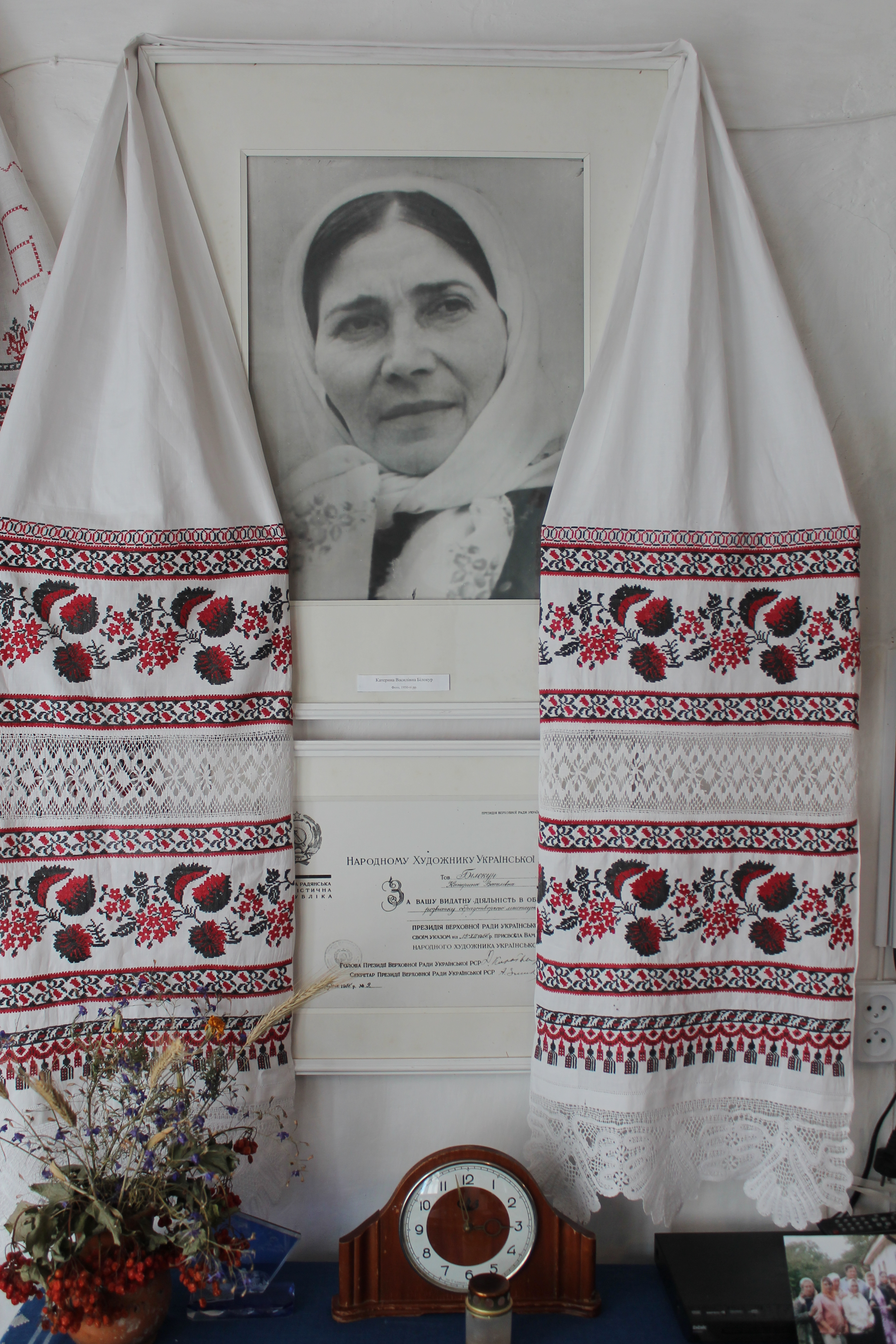
Photographie de Kateryna Bikokour exposée dans sa maison natale transformée en musée

, où les fillettes se tressent des couronnes de fleurs champêtres, où les murs des habitations paysannes, les khatas, blanchis à la chaux ont parfois des peintures de fleurs au-dessus des fenêtres et des portes.
Entre 1915 et 1917, un voisin et parent de sa famille, Mykytoiou Tonkonohom, un meunier entreprenant, organise un atelier théâtral et sachant que Katerina sait peindre et dessiner, il lui demande de l'aide pour réaliser les décors du spectacle présenté sur le plan d'eau de son moulin. Plus tard, dans les années 1920, elle s'engage davantage en ne se limitant pas à la réalisation de décors mais en fréquentant le groupe de comédiens régit par un couple d'enseignants, Ivan Hryhorovytch et Nina Vassylivna Kalita. À condition que cela ne gêne pas son travail à la maison et au potager ses parents lui permettent d'apprendre des rôles qu'elle interprète par exemple dans Natalka Poltavka d'Ivan Kotliarevsky, Demande en mariage à Hontcharivka (uk) de Hryhoriy Kvitka-Osnovianenko, La Servante (uk) et Sans talent (uk) d'Ivan Karpenko-Kary, La Servante mère d'Ivan Andriyovytch Tohobotchnyï (uk), une mise en scène de La Servante (uk) d'après un poème de Taras Chevtchenko et bien d'autres. Cependant son âge ne convient pas pour certains personnages et elle est orientée vers ceux de servante où d'épouse, fonction que ses parents à leur grand désespoir voudraient bien lui voir tenir en réalité. À la campagne, à cette époque, une fille de 24 ou de 26 ans non mariée était une «catastrophe». Elle a bien eu au moins un soupirant, Oleksandr Kravchenko qu'elle aurait éconduit alors qu'il voulait lui offrir un bouquet de fleurs. Kateryna lui aurait expliqué qu'on n'ôtait pas la vie à des fleurs en les cueillant. Ce monsieur ne savait sans doute pas que l'artiste ne les récoltait jamais pour réaliser ses tableaux car elle les considérait comme des créatures vivantes et les peignait en installant son nécessaire à peinture devant elles.
En 1922 ou 1923, elle essaie d'entrer au collège professionnel de Myrhorod Mykola Gogol (uk) en présentant deux œuvres : la copie d'un tableau et un croquis de la maison de son grand-père d'après nature, réalisé sur du papier dessin qu'elle avait acheté. Mais on ne regarde même pas ses travaux ; elle est éconduite car elle n'a pas le certificat attestant sept ans de fréquentation scolaire. De dépit, elle « balance » ses dessins par-dessus la clôture du jardin de l'établissement et rentre à pied chez elle.
En 1928 elle apprend que l'on recrute des étudiants pour l'Université nationale Karpenko-Kary à Kiev. Elle a évoqué diverses raisons qui l'ont peut-être poussée à s'y présenter : s'évader du milieu familial, continuer à faire du théâtre, bénéficier d'une formation artistique, profiter de cette structure pour continuer à dessiner et à peindre puis y faire connaître ses productions pour intégrer une école d'art. De nouveau éconduite à cause de ce fameux certificat de scolarité, elle ne se décourage pas et déclare alors qu'elle sera une artiste. Elle trouve des opportunités, rares, pour rencontrer d'autres artistes, voir, étudier leurs œuvres.
Le carcan familial, le poids des mœurs villageoises, la charge de travail difficile à concilier avec son activité créatrice, les douleurs dans les jambes atteignent le moral de la jeune artiste. Elle effectue un pèlerinage à Kaniv sur la tombe de Chevtchenko demander au Kobzar de l'aider à devenir artiste. A la fin de l'automne 1934, elle songe à se suicider malgré le tabou que cela représente pour une croyante sincère. Alors qu'elle était immergée  jusqu'à la poitrine dans la rivière Tchoumhak (uk), sa mère parvient à l'empêcher de poursuivre mais son séjour dans l'eau froide aggravera l'état de ses jambes . 
Puisque c'est ainsi, comme elle l'a montré jusque là en assumant son originalité, elle prend la ferme résolution d'être ce qu'elle a toujours été : une artiste. Ses parents se résignent.
En 1939, lors d'une visite chez son cousin, Lioubov Tonkonih qui habitait sur la rive opposée elle  entend Oksana Petroussenko interpréter N'y avait-il pas de viorne dans le pré? . Bouleversée par la chanson, par la voix de la cantatrice ou par les deux elle lui écrit une lettre intitulée « Confessions » qu'elle accompagne du dessin d'une viorne sur un morceau de toile et envoie le tout à Oksana Petroussenko  Kiev, Théâtre académique. Malgré la démarche, style bouteille à la mer, l'artiste étant très en vogue, on réussit à lui faire parvenir le message. Touchée par les confidences de la jeune femme, la chanteuse en fait part à ses amis, Vassili Kassiane, Pavlo Tytchyna puis s'adresse au  centre d'art populaire de Kiev qui demande à celui de Poltava d'envoyer en mission quelqu'un à Bogdanivka pour s'informer. C'est Volodymyr Vassylovytch Khytko (uk) qui dirigeait le conseil artistique et méthodique de la maison régionale de l'art populaire qui s'y rend. Etonné par ce qu'il découvre, Kateryna lui offre plusieurs tableaux qu'il emporte pour les montrer à Matviy Oleksiyovytch Dontsov (uk). Séduits par ce qu'ils voient, ils décident d'organiser immédiatement, à Poltava, en 1940, une première exposition de 11 œuvres. Elle obtient un énorme succès auprès des amateurs et des critiques. Kateryna est récompensée par un voyage de découverte du monde artistique à Kiev et à Moscou. Accompagnée par Volodymyr Khytko car elle n'avait pas de passeport comme presque tous les paysans, elle découvre la Galerie Tretiakov, le Musée des beaux-arts Pouchkine, le Musée Lénine et manifeste sa préférence pour les petits maîtres hollandais, les Ambulants et les impressionnistes français. Dans un premier temps elle est accablée par le niveau des œuvres présentées mais elle comprend vite la particularité de son talent: elle est le peintre des fleurs car avant elle, aucun ne les a peintes ainsi, comme dans un rêve, 
L'occupation nazie, deux ans, est très éprouvante pour la jeune artiste comme pour tout le monde sans aucun doute. Pendant cette période, elle ne peint presque pas et tous les tableaux qu'elle avait exposés à Poltava sont brûlés cependant elle parvient à sauver ceux qui n'avaient pas été présentés. 
Après la libération du village, elle se remet à peindre intensément et produit quelques-unes de ses meilleures œuvres. Dès 1944, Vassyl Heorhiiovytch Nahaï (uk), le directeur du Musée national des arts décoratifs populaires achète plusieurs de ses toiles et expose ses œuvres ce qui explique l'importance de la collection de tableaux que possède maintenant cet établissement. En 1949, elle est admise dans l'Union des artistes ukrainiens qui va l'aider et en 1951 elle reçoit une médaille d'honneur de cette institution. Les années 1950 sont les années les plus fructueuses de sa production en nombre et en qualité cependant elle peint lentement: on sait qu'elle a mis trois semaines pour peindre Champ kokhozien. Des représentants de la culture ukrainienne viennent la voir à Bogdanivka. Elle participe à de nombreuses expositions, se met à l'aquarelle, rencontre et correspond avec le poète Pavlo Tytchyna et son épouse Lidiia Petrivna Paparouk, l'écrivain et poète Mykola Bajan, le peintre et illustrateur Vassili Kassiane, le critique d'art et directeur du musée d'état d'art populaire décoratif ukrainien Vassili Grigorievitch Nagaï, le graphiste Anton Khomytch Sereda (uk), un artiste de Poltava, Matviy Dontsov et son épouse Julia Ivanovna Andreevitch, l'artiste Emma Illivna Hourovytch (uk), l'historien de l'art Stefan Andriyovytch Taranouchenko (uk), l'artiste Olena  Koultchytska, le peintre Stepan Andriyovytch Kyrytchenko (uk). Elle inspire des étudiants comme Olha Bintchouk et Tamara Hanja, Hanna Mykolaïvna Samarska (uk). De plus ses lettres montrent qu'elle a un véritable talent épistolaire. En 1954, lors d'une exposition internationale à Paris, ses tableaux L'oreille du roi, Le bouleau et Champ kolkhozien sont exposés. Pablo Picasso, selon des témoins, l'aurait comparée à Séraphine de Senlis  et arrêté longuement devant ces trois œuvres aurait dit «Si on avait une femme peintre d'un tel niveau chez nous, le monde entier parlerait d'elle».
Toutes ces relations, ces échanges, ne l'empêchent pas de continuer à vivre dans son village natal; ses absences sont de courte durée sauf, en 1955, où elle effectue un séjour de deux mois dans la maison des écrivains. Plus d'une fois, elle a rêvé d'habiter à Kiev où elle aurait pu fréquenter ses amis, bénéficier des musées, assister à des concerts mais cela n'a pas été possible parce que les villageois n'obtenaient de passeport pour aller en ville ou y étudier que s'ils avaient les autorisations écrites du directeur du kolkhoze et du chef de la branche locale du parti communiste soumises au département régional du NKVD pour délivrance du certificat. Cela n'avait guère de chance d'être remis en cause car les directeurs des fermes collectives avaient besoin de main d'oeuvre gratuite pour réaliser leurs objectifs. En conséquence, Kateryna est restée toute sa vie dans son village en tant que fermière aux yeux des autorités .
En 1948, son père qui était charpentier et qui travaillait au noir dans une brigade de construction meurt et sa fille se retrouve seule avec sa mère malade. Pas pour très longtemps: après moult changements, trois ans après, son frère  Hryhoriy, son épouse, Khrystyna Iakivna et ses cinq enfants dont Olha, Petro et Ivan qui deviendra sculpteur et représentera sa tante assise, exposée maintenant près du musée consacré à Kateryna, viennent habiter avec elles. La situation familiale devient très pénible pour tous car sa mère ne supporte pas l'«intruse» qui travaille au kolkhoze laquelle ne supporte pas de voir sa belle-soeur peindre et dessiner, ni, certainement, de recevoir en 1956, la distinction Artiste du Peuple de la République socialiste soviétique d'Ukraine alors qu'elle doit gérer les charges d'une femme qui travaille et qui a de nombreux enfants,
Sa mère maintenant très âgée devient gravement malade et toute la charge des soins et des travaux domestiques lui reviennent. Cela lui prend beaucoup de l'énergie et du temps qu'elle réservait auparavant à la peinture. Sa santé aussi se dégrade. Elle se soigne elle-même. Écrivant à Julia Alexandrovna à la mi-mai 1961 pour lui demander un médicament et deux citrons, elle raconte qu'elle a trouvé dans la pharmacie du village un remède semblable à du fumier de vache! C'est très épuisée, avec des douleurs dans les jambes et à l'estomac qu'elle s'éteint, quelques jours après sa mère qui était âgée de 91 ans, à l'hôpital du district de Yahotyn. Enterrée à Bohdanivka, Ivan Makarovytch Hontchar (uk) réalise son monument funéraire

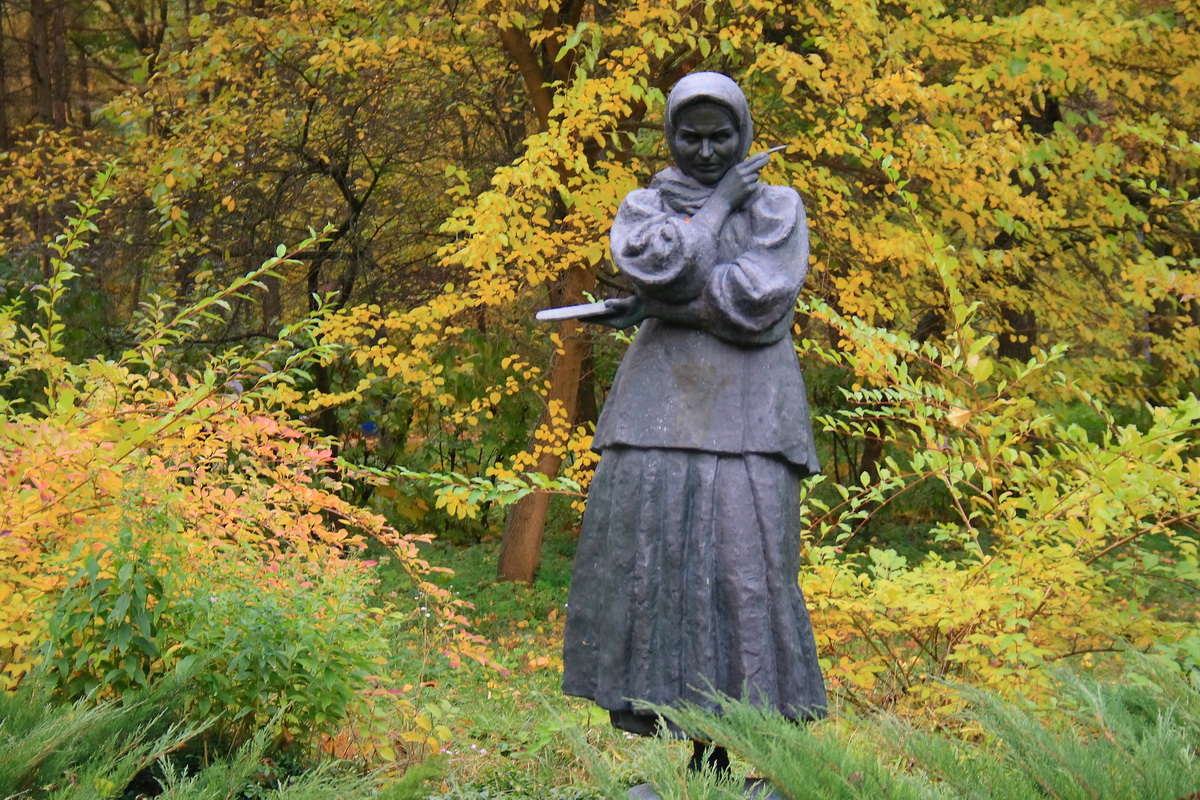
Monument à Iahotyn
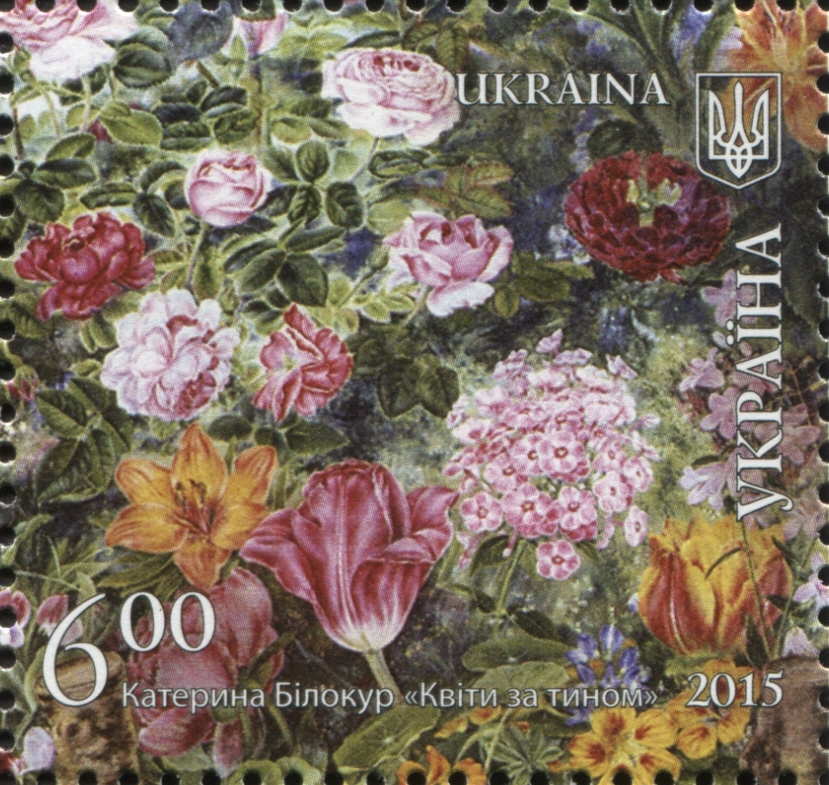
timbre ukrainien : fleurs sur étain
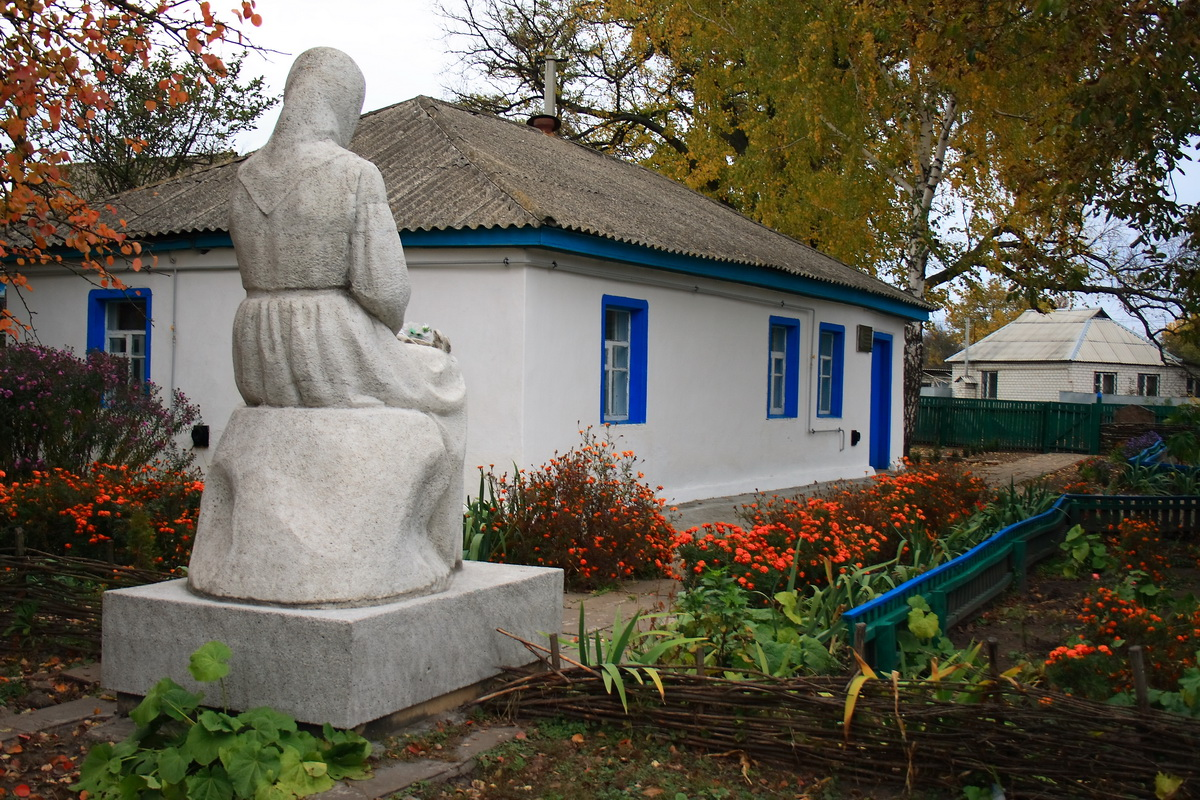
Maison devenue musée à Iahotyn
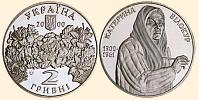
pièce commémorative de deux hryvnias
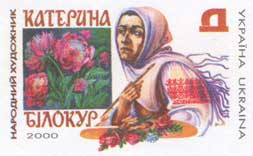
timbre ukrainien
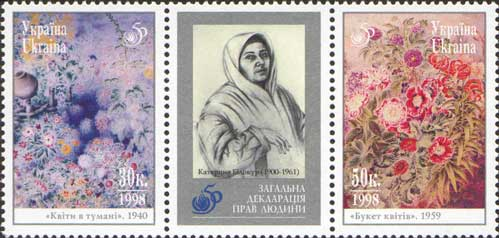
timbre ukrainien

## Œuvres
La liste des œuvres ci-dessous donne une idée précise des thèmes abordés, du rythme de la production, de la taille des tableaux, des supports et de leur répartition dans les musées de sa région. Évidemment les titres des onze tableaux brûlés à Poltava pendant la seconde guerre mondiale sont peut être mentionnés mais ne sont pas ceux présents dans une collection particulière ou dans un musée.
- Femme à la veste verte. 1920.
- Fleurs. 1920.
- Nature morte. 1920.
- Portrait d'Olga Bilokour sa sœur. 1928. Huile sur contreplaqué. 58,3 cm × 51 cm. Propriété de «Н. О. Борисенко» (N. O. Borissenko).
- Portrait de Hope Kononeneko. 1929.
- Paysage avec un moulin. 1930.
- Portrait de la kolkhozienne Tatiana Bakmach. 1932-1933. Huile sur contreplaqué. 60 cm × 88 cm. Musée historique de Yahotyn.
- Bouleaux. 1934.
- Fleurs le long du clayonnage de la clôture. 1935. Huile sur toile. 105,5 cm × 72 cm. Musée d'état d'art populaire décoratif ukrainien à Kiev.
- Fleurs. 1936.
- Portrait des nièces de l'artiste. 1937-1939. Huile sur toile. 106 cm × 72 cm. Propriété de «Х. Я. Білокур » ( Kh. Ya. Bilokour).
- Fleurs dans la brume. 1940. Huile sur toile. 110 cm × 84 cm. Musée d'art de Poltava.
- Dahlias. 1940. Huile sur toile. 72,5 cm × 56,5 cm. Musée historique de Yahotyn.
- Portrait de Sofia Zourby. 1940. Crayon sur papier. 35 cm × 26 cm. Musée historique de Yahotyn.
- Moineaux. 1940.
- Fleurs des champs. 1941. Huile sur toile. 87,5 cm × 74 cm. Musée d'état d'art populaire décoratif ukrainien à Kiev.
- Portait de Nadia Bilokour. 1941. Huile sur toile. 53,5 cm × 48 cm. Musée d'état d'art populaire décoratif ukrainien à Kiev.
- Fleurs au crépuscule. 1942. Huile sur toile. 103 cm × 63,5 cm. Musée d'art de Poltava.
- Fleurs sur fond bleu. 1942-1943. Huile sur toile. 107 cm × 71 cm. Musée d'état d'art littéraire Taras Chevtchenko à Kiev.
- Fleurs décoratives. 1945. Huile sur toile. 107 cm × 72,5 cm. Musée d'état d'art populaire décoratif ukrainien à Kiev.
- Végétation luxuriante. 1944-1947. Huile sur toile. 118 cm × 87 cm. Musée d'état d'art populaire décoratif ukrainien à Kiev.
- Dons de la Nature. 1946. Huile sur toile. 65 cm × 48 cm. Musée d'état d'art populaire décoratif ukrainien à Kiev.
- Pivoines. 1946. Huile sur toile. 56,7 cm × 48,5 cm. Musée d'art de Poltava.
- Trentième anniversaire de la Révolution d'Octobre. 1947. Huile sur toile. 104,5 cm × 99,5 cm. Musée d'état d'art populaire décoratif ukrainien à Kiev.
- Pivoines. 1948. Huile sur toile. Propriété de «П. Г. Тичини» (P. G. Titchini).
- Fleurs et noix. Nature morte. 1948. Huile sur toile. 48 cm × 56 cm. Musée d'état d'art populaire décoratif ukrainien à Kiev.
- Champ kolkhozien. 1948-1949. Huile sur toile. 115 cm × 97 cm. Musée d'état d'art populaire décoratif ukrainien à Kiev.
- Kolkhozienne. 1949. Crayon sur papier. 59 cm × 77 cm. Musée d'état d'art populaire décoratif ukrainien à Kiev.
- L'oreille du roi. 1949. Huile sur toile. 118 cm × 88 cm. Musée d'état d'art populaire décoratif ukrainien à Kiev.
- Femme avec une canne, croquis. 1950.
- Citrouilles en fleurs. 1950. Crayon sur papier. 35 cm × 28 cm. Musée historique de Yahotyn.
- Petit-déjeuner. Nature morte. 1950. Huile sur toile. 52 cm × 55,5 cm. Musée d'état d'art populaire décoratif ukrainien à Kiev.
- Autoportrait. 1950. Crayon sur papier. 76 cm × 58 cm. Propriété de Х. Я. Билокур ( Kh. Ya. Bilokour).
- Raisins et mûres. 1950. Huile sur toile. 30 cm × 25,5 cm. Musée historique de Yahotyn.
- Fleurs, pommes et tomates. Nature morte. 1950. Huile sur toile. Musée d'état d'art populaire décoratif ukrainien à Kiev.
- Pente raide. 1950. Crayon sur papier. 41 cm × 29 cm. Musée historique de Yahotyn.
- Fleurs et bouleaux au crépuscule. 1950. Huile sur toile. 120,5 cm × 80 cm. Musée d'état d'art populaire décoratif ukrainien à Kiev.
- Rose trémière. 1950. Huile sur toile. 63 cm × 46 cm. Musée d'état d'art populaire décoratif ukrainien à Kiev.
- Iris. 1950. Huile sur toile. 22,5 cm × 19 cm. Musée historique de Yahotyn.
- Branches de saule. 1950. Huile sur toile. 23,5 cm × 19,5 cm. Musée historique de Yahotyn.
- Le temps apporte des changements. 1950. Huile sur toile. 80 cm × 65,5 cm. Musée historique de Yahotyn.
- Un garçon en colère. 1950.
- Fêtards (une scène humoristique). 1950.
- Hata grand-père Savva. 1950.
- Pastèque, carottes et fleurs. Nature morte. 1951. Huile sur toile. 65 cm × 49 cm. Musée d'état d'art populaire décoratif ukrainien à Kiev.
- Fleurs du jardin. 1952. Huile sur toile. Musée historique de Yahotyn.
- Blé, fleurs et raisins. 1950-1954. Huile sur toile. 72,5 cm × 57 cm. Musée d'art de Poltava.
- Khata (ou chata: habitation paysanne d'Ukraine) à Bogdanivka. 1955. Huile sur toile. 48 cm × 49,5 cm. Musée d'état d'art populaire décoratif ukrainien à Kiev.
- Bouquet de fleurs. 1954 ou 1959 ? Huile sur toile. 65 cm × 49 cm. Propriété de C. A. Tapaнущөнка (S. A. Taranouchenka).
- Roses et rose trémière. 1954-1958. Huile sur toile. 64,5 cm × 48,5 cm. Musée d'état d'art populaire décoratif ukrainien à Kiev.
- Autoportrait. 1955. Crayon sur papier. 66 cm × 43 cm. Musée historique de Yahotyn.
- Près du barrage de Bogdanivka. 1955. Huile sur toile. 78 cm × 64,5 cm. Musée d'état d'art populaire décoratif ukrainien à Kiev.
- Branche de pommier. 1955. Crayon sur papier. 37 cm × 32 cm. Maison centrale d'art populaire à Kiev.
- Bosquet. 1955. Aquarelle sur papier. 58 cm × 58 cm. Musée historique de Yahotyn.
- Dans le district de Shramkivka, oblast de Tcherkassy. 1955-1956. Huile sur toile. 71 cm × 91 cm. Musée d'état d'art populaire décoratif ukrainien à Kiev.
- Au-delà du village. 1956. Aquarelle sur papier. 30 cm × 41 cm. Musée historique de Yahotyn.
- Près du barrage de Bogdanivka en septembre. 1956. Aquarelle sur papier. 50 cm × 40,5 cm. Musée d'état d'art populaire décoratif ukrainien à Kiev.
- Autoportrait. 1957. Crayon sur papier. 63,5 cm × 43,5 cm. Musée d'état d'art populaire décoratif ukrainien à Kiev.
- Dahlias. 1957. Huile sur toile. 51,5 cm × 38,6 cm. Musée d'état d'art populaire décoratif ukrainien à Kiev.
- Fleurs et boules-de-neige (Viornes obiers). 1958. Huile sur toile. 118 cm × 85 cm. Musée d'état d'art populaire décoratif ukrainien à Kiev.
- Printemps précoce. 1958. Aquarelle sur papier. 50 cm × 41,5 cm. Musée historique de Yahotyn.
- Pivoines. 1958. Huile sur toile. 50 cm × 40,5 cm. Musée d'état d'art populaire décoratif ukrainien à Kiev.
- Nature-morte avec épis et cruche. 1958-1959. Huile sur toile. 54 cm × 47 cm. Musée d'état d'art populaire décoratif ukrainien à Kiev.
- Pommes de Bogdanivka. 1958-1959. Huile sur toile. Musée historique de Yahotyn.
- Bouquet de fleurs. 1959. Huile sur toile. 29 cm × 26 cm. Musée historique de Yahotyn.
- Fleurs et légumes. Nature-morte. 1959. Huile sur toile. 30,5 cm × 25,5 cm. Musée d'état d'art populaire décoratif ukrainien à Kiev.
- Betterave. Nature-morte. 1959. Huile sur toile. 33 cm × 30 cm. Musée historique de Yahotyn.
- Fleurs. 1959. Huile sur toile. 73 cm × 54 cm. Musée d'état d'art populaire décoratif ukrainien à Kiev.
- Automne. 1960. Aquarelle sur papier. 50 cm × 40,5 cm. Musée historique de Yahotyn.
- Nature-morte avec du pain. 1960. Huile sur toile. 55 cm × 60 cm. Musée historique de Yahotyn.
- Bouquet de fleurs. 1960. Huile sur toile. 50 cm × 40 cm. Musée d'état d'art populaire décoratif ukrainien à Kiev.
- Nature-morte. 1960. Huile sur toile. 62 cm × 56 cm. Musée historique de Yahotyn

## Hommages
- 1972 : Kateryna Bilokour film réalisé par Lidiïa Mykolaïvna Ostrovska-Kordioum (uk)
- 1973 : un buste sculpté par Halina Nykyforivna Kaltchenko (uk)[9]
- 26 novembre 1977 [10] : Inauguration de la Maison-musée de Kateryna Bilokour (uk) où elle a vécu
- 1981 : Sculpture de Kateryna Bilokour par Volodymyr Mykolaïovytch Hanzenko à Iahotyn[11]
- 1982 : Ivan Hryhorovytch Bilokour (uk), fils de son frère Hryhoriy, réalise une sculpture de Kateryna Bilokour qui se trouve dans le jardin de la Maison-musée où elle a habité de 1900 à 1961.
- 1983 : Kateryna Bilokour ou inspiration, ballet en un acte basé sur les œuvres de l'artiste créé par Lessia Dytchko
- 1986 : Fresques d'après des peintures de Kateryna Bilokour dans deux cahiers par Lessia Dytchko
- 1986 : Sortie du documentaire Le monde magique de Kateryna Bilokour
- 1989 : Création du Prix Kateryna Bilokour (uk) qui récompense les artistes et les peintres les plus talentueux en art populaire.
- 1990 : Pour le 90e anniversaire de Kateryna Bilokour Iouliïa Anatoltiïvna Oukader (uk) crée un vase jubilaire en argile réfractaire exposé dans la Galerie d'art de Iahotynsk (uk) qui de plus renferme plus de 70 œuvres de Kateryna Bilokour
- 25 novembre 1990 sortie en URSS du long métrage télévisé en deux parties Exubérant (uk) réalisé  par Viktor Leonidovytch Vassylenko (uk) où la comédienne Raïssa Nedachkivska incarne Kateryna
- 1995 : Sortie du livre Je serai un artiste écrit par Mykola Feodossiïovytch Kaharlytskyi (uk). C'est un récit documentaire de la vie de Kateryna Bikokour [12]
- 1998 : Émission d'un bloc de trois timbres : « Fleurs dans le brouillard » à 30 kopecks, « Bouquet de fleurs » à 50 kopecks et au centre une vignette sans valeur faciale avec le portrait de l'artiste
- 2000 : Une pièce commémorative de deux hryvnias est frappée à son effigie.
- 2000 : Émission d'un timbre sans valeur faciale
- 30 juin 2001 [13] : Kateryna Bilokour. Le Message film réalisé par Olha  Iouzefivna Samolevska (uk)
- 30 avril 2009 : Oleksandr Serhiyovytch Bilozoub (uk) crée la pièce Deux fleurs d'indigo au Théâtre national Ivan Franko dont les personnages principaux étaient Frida Kahlo et Kateryna Bilokour incarnée par Olena Fessounenko
- 2015 : Émission d'un timbre de 600 kopecks
- 2016 : En application de la loi du 15 mai 2015 imposant la décommunisation en Ukraine, la rue Clara Zetkin à Kramatorsk prend le nom de Kateryna Bilokour
- 2015 : Volodymyr Pavlovytch Slieptchenko (uk) : Portrait de Kateryna Bilokour[14]
- Novembre 2016 : Elle fait partie des 15 personnalités choisies par l'Institut ukrainien de la mémoire nationale pour la réalisation de Indomptable (uk)
- 7 décembre 2020 Google fête le 120e anniversaire de sa naissance avec ce Google Doodle [15]
- Mars 2022 : Émission d'un bloc de 6 timbres
- Le 20 octobre 2022, à Loubny, la rue Nikolaï Ostrovski est rebaptisée rue Kateryna Bilokour
- Le 21 février 2023, à Tchernihiv,  la rue Mozyrska (uk) est devenue la rue Kateryna Bilokour (ru)
- Le 31 mars 2023, à Khmilnyk, la rue des décabristes devient rue Katerina Bilokour
- 14 novembre 2024, un cratère mercurien est nommé Bilokour en son honneur[16]

- D'autres villes comme Boutcha, Brovary, Dnipro, Irpin, Kiev ont donné le nom de Kateryna Bilokour à des rues.

## Sources
- À partir de l'album cité dans la bibliographie, l'enrichissement du texte a été réalisé à l'aide de la traduction automatique des pages Wikipédia en ukrainien, en russe et dans d'autres langues puis d'articles trouvés dans internet y compris ceux cités dans les références qui ont servis à rédiger les pages Wikipédia en langues étrangères au français lorsqu'elles sont accessibles.